# Căn cứ hỏa lực Ross
Căn cứ hỏa lực Ross (còn gọi là Đồi 51) là căn cứ hỏa lực của Lục quân và Thủy quân lục chiến Mỹ, Quân lực Việt Nam Cộng hòa (QLVNCH) nằm ở Thung lũng Quế Sơn, phía tây nam Hội An, tỉnh Quảng Nam, miền trung Việt Nam Cộng hòa.

## Lịch sử

### 1968–1970
Căn cứ này nằm ở Thung lũng Quế Sơn dọc theo Tỉnh lộ 535, cách Hội An khoảng 27 km về phía tây nam.
Tháng 1 năm 1968, Lữ đoàn 3, Sư đoàn 1 Kỵ binh đóng quân tại Ross. Vào chiều ngày 2 tháng 1, các thành phần của Trung đoàn 12 Kỵ binh đã giao chiến với một đơn vị từ Sư đoàn 2 Quân đội Nhân dân Việt Nam (QĐNDVN) trong một trận chiến kéo dài bốn giờ cách Ross 5 km về phía nam, khiến 3 lính Mỹ và 39 lính QĐNDVN thiệt mạng.:99–100 Vào sáng sớm ngày 3 tháng 1, QĐNDVN tấn công bốn căn cứ hỏa lực của Mỹ tại Thung lũng Quế Sơn, tung cả bộ binh ra tiến đánh Ross và Bãi đáp Leslie, nhưng liền bị đánh bại vào lúc rạng sáng với tổn thất là 18 lính Mỹ và 331 lính QĐNDVN thiệt mạng.:100
Cuối tháng 6 năm 1969, Tiểu đoàn 3, Trung đoàn 7 Thủy quân lục chiến hành quân đến Ross. Đến ngày 22 tháng 8, hai đại đội Thủy quân Lục chiến được điều động tới yểm trợ Tiểu đoàn 4, Trung đoàn 35 Bộ binh đang giao tranh dữ dội với các toán quân của Sư đoàn 2 QĐNDVN tại huyện Hiệp Đức và tham gia vào một trận đánh kéo dài cho đến ngày 29 tháng 8.:205–8 Ngày 9 tháng 12, Tiểu đoàn 1, Thủy quân lục chiến số 7 đã thay thế Trung đoàn 3/7 Thủy quân lục chiến tại Ross.:211

### 1970–1972
Vào sáng sớm ngày 6 tháng 1 năm 1970 dưới sự che chở của những cơn mưa gió mùa, Tiểu đoàn 409 Quân Giải phóng miền Nam Việt Nam (QGPMNVN) dùng súng cối và công binh tấn công Ross rồi xuyên thủng hàng rào phòng ngự. Cuộc tấn công bị đẩy lùi vào lúc 4 giờ sáng khiến 13 lính thủy quân lục chiến và 38 lính QGPMNVN thiệt mạng.:48–50 Vào tháng 3, Tiểu đoàn 2, Thủy quân lục chiến số 7 đã thay thế Trung đoàn 1/7 Thủy quân lục chiến tại Ross.:51 Từ tháng 4 đến tháng 6, QĐNDVN và QGPMNVN tiến hành các cuộc pháo kích bằng súng cối và tên lửa thường xuyên vào Ross và thị trấn Quế Sơn. Vào tháng 9, Trung đoàn 7 Thủy quân lục chiến bắt đầu rút khỏi Thung lũng Quế Sơn như một phần của Chiến dịch Keystone Robin Alpha, bàn giao quyền kiểm soát cho Trung đoàn 5 Thủy quân lục chiến.:96–7
Tháng 1 năm 1971, như một phần trong quá trình rút quân chung của Mỹ, Sư đoàn 23 Bộ binh đã tiếp quản khu vực trách nhiệm chiến thuật của Thủy quân Lục chiến nhưng tuyên bố rõ ràng rằng họ sẽ không tiếp quản các căn cứ Thủy quân Lục chiến tại Ross, Bãi đáp Baldy hoặc Căn cứ hỏa lực Ryder.:212 Ngày 15 tháng 2 năm 1971, Thủy quân Lục chiến đã bàn giao Ross cho Đại đội 411 Địa phương quân Việt Nam Cộng hòa.:220
Ngày 18 tháng 8 năm 1972, sau một loạt pháo kích bằng pháo 130mm, Sư đoàn 711 QĐNDVN đã tấn công và chiếm được thị trấn Quế Sơn và Ross, bao gồm 15-20 tên lửa TOW bí mật khi đó nằm trong số quân trang bị bỏ lại. Toán lính thuộc Trung đoàn 5, Sư đoàn 2 Bộ binh QLVNCH cố thủ Ross bị nghi là không hoàn thành nổi nhiệm vụ này, trong khi Địa phương quân bảo vệ Quế Sơn được cho là đã thực hiện "tốt một cách đáng ngạc nhiên". Lực lượng QLVNCH bèn rút quân về Căn cứ hỏa lực Baldy và tiến hành phòng thủ nơi đây. Các nguồn tin của Việt Nam Cộng hòa cho biết rằng kể từ khi bắt đầu Mùa Hè Đỏ Lửa, hầu như không có sự hiện diện của Việt Nam Cộng hòa giữa Quế Sơn và biên giới Lào, cho phép QĐNDVN đưa pháo 130mm vào mà không bị ai phát hiện. Ngày 23 tháng 8, QLVNCH cố gắng điều quân chiếm lại Quế Sơn tuyên bố đã giết 108 lính QĐNDVN để đổi lấy một người tử trận trong cuộc giao tranh cách thị trấn 3 dặm (4,8 km). Ngày 24 tháng 8, Tư lệnh Trung đoàn 5, Đại tá Nguyễn Văn Lữ và một tiểu đoàn trưởng đã bị bắt giam vì vai trò của họ trong việc để mất Ross và có báo cáo rằng có tới 2.500 quân nhân QLVNCH vẫn còn mất tích.
Trung đoàn 4 QLVNCH đã chiếm lại Ross vào ngày 9 tháng 9 năm 1972.
Các đơn vị khác đồn trú tại Ross bao gồm:
- Tiểu đoàn 3, Trung đoàn 11 Thủy quân Lục chiến[3]:244
- Trung đoàn 12 Thủy quân Lục chiến[3]:244
- Tiểu đoàn 4, Trung đoàn 13 Thủy quân Lục chiến[4]:48
- Tiểu đoàn 2, Trung đoàn 94 Pháo binh

## Hiện tại
Căn cứ này hiện nay là nơi có công viên và tượng đài chiến thắng của Quân đội Nhân dân Việt Nam.